# Puyméras
Puyméras település Franciaországban, Vaucluse megyében. Lakosainak száma 584 fő (2022. január 1.). Puyméras Bénivay-Ollon, Châteauneuf-de-Bordette, Mérindol-les-Oliviers, Mirabel-aux-Baronnies, Piégon, Faucon, Saint-Romain-en-Viennois és Villedieu községekkel határos.

## Népesség
A település népességének változása:
| Lakosok száma | 623  | 603  | 595  | 587  | 580  | 583  | 585  | 584  |
|               | 2013 | 2015 | 2017 | 2018 | 2019 | 2020 | 2021 | 2022 |